# SpaceX CRS-11
SpaceX CRS-11 è stata una missione spaziale privata di rifornimento per la Stazione spaziale internazionale, programmata da SpaceX per la NASA, nell'ambito del programma Commercial Resupply Services.
Il vettore utilizzato è stato un Falcon 9 FT, il quale ha portato in orbita il veicolo cargo Dragon; in particolare, questa missione ha visto per la prima volta il riutilizzo di un veicolo cargo, nella fattispecie il Dragon C106, che era già stato utilizzato per la missione CRS-4.
La CRS-11 è stata la penultima della prima serie di dodici missioni commissionate alla SpaceX dalla NASA attraverso il contratto Commercial Resupply Services, inerente al rifornimento della Stazione spaziale internazionale.

## Lancio e svolgimento della missione

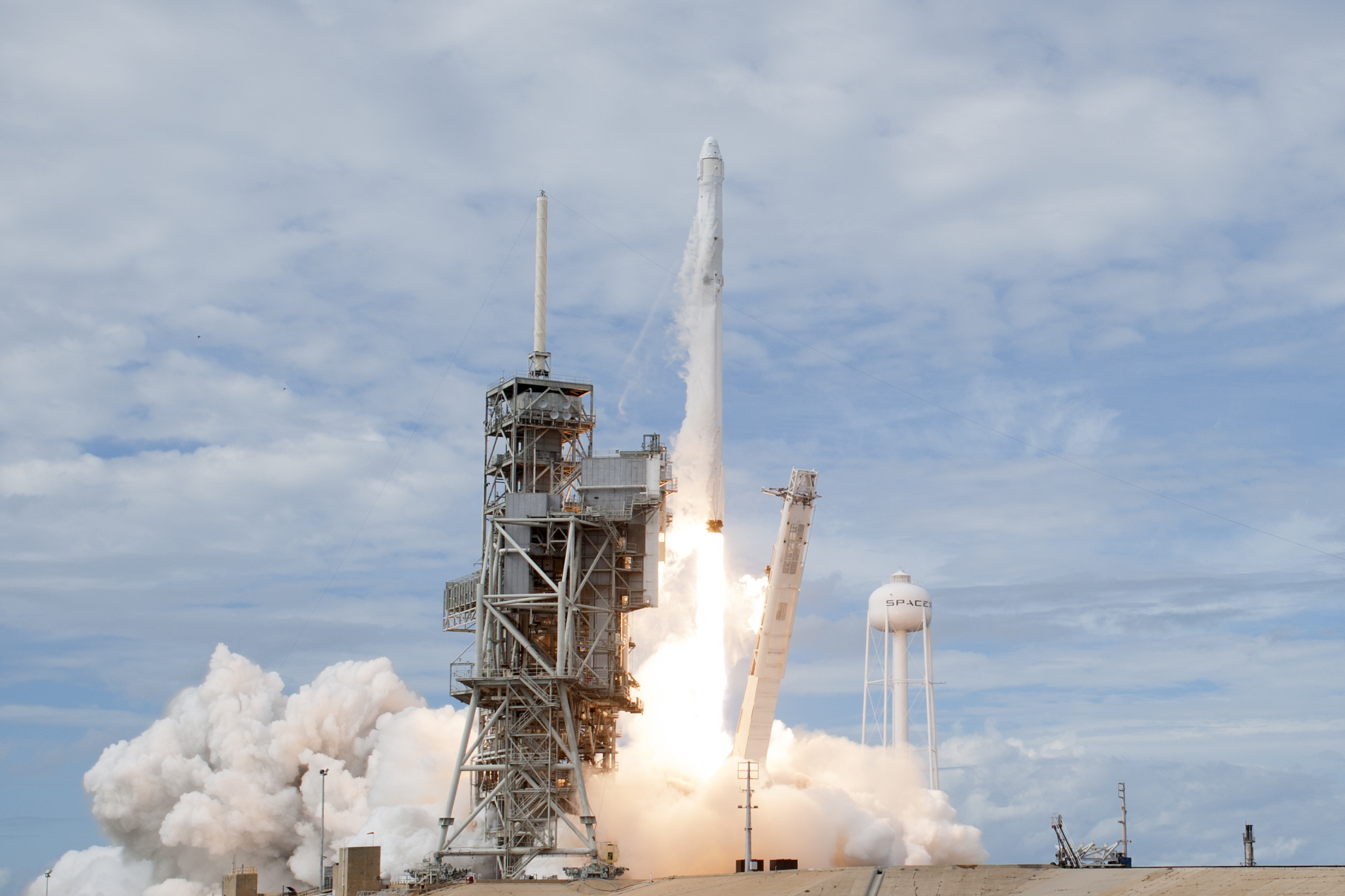
Il lancio della missione CRS-11.

Come detto, la missione CRS-11 ha visto per la prima volta il riutilizzo di un modulo cargo già utilizzato, permettendo alla SpaceX di ridimensionare la sua linea di produzione e focalizzare i suoi sforzi sulla realizzazione del Dragon 2.
La missione è partita con il lancio del razzo Falcon 9 FT avvenuto il 3 giugno 2017 alle 21:07 UTC dal Complesso di lancio 39 del Kennedy Space Center. Il 5 giugno il modulo Dragon C106 ha raggiunto la ISS ed ha iniziato a condurre una serie di manovre per regolare la propria velocità, altitudine e orientazione con quella della stazione spaziale. Dopo aver raggiunto il punto di cattura alle 13:37 UTC, alle 13:52 UTC il veicolo è stato preso dal Canadarm2 pilotato da Peggy Whitson e Jack Fischer. Infine, alle 16:07 UTC, è stato effettuato il berthing del Dragon C106 al modulo Harmony.
Il primo stadio del Falcon 9 FT, nel frattempo, era atterrato con successo nella Landing Zone 1, portando a termine il quinto atterraggio riuscito, e l'undicesimo mai tentato, di questo tipo.
La navetta Dragon è rimasta agganciato alla ISS per poco più di 27 giorni. L'unberthing era stato preventivato per il 2 luglio 2017 alle 18:00 UTC circa, tanto che il modulo fu spostato dalla sua posizione per mezzo del Canadarm2, ma le pessime condizioni del mare che avrebbe trovato al rientro obbligarono i responsabili della missione a posticipare il rientro al giorno seguente. Così, il 3 luglio, alle 06:41 UTC, fu effettuato l'unberthing della navetta sempre grazie al Canadarm2 e il veicolo poté iniziare una serie di manovre atte ad allontanarlo dalla stazione spaziale. Cinque ore dopo aver lasciato l'ISS, il Dragon ha effettuato un'accensione di 10 minuti in previsione del suo rientro in atmosfera. Subito dopo, il veicolo si è disfatto è del contenitore adibito al carico e si è orientato in modo consono al rientro. Infine, alle 12:12 UTC il veicolo è ammarato nell'oceano Pacifico al largo della costa della Bassa California.

## Carico
La missione CRS-11 ha portato in orbita un carico totale di 2708 kg di materiale. Questo includeva 1665 kg di materiale pressurizzato destinato all'interno della Stazione Spaziale Internazionale e 1.002 kg di carico non pressurizzato consistente in tre esperimenti esterni alla stazione: il NICER, il MUSES e il ROSA.
In particolare il carico era così composto:
- Esperimenti scientifici: 1069 kg
  - Advanced Plant Habitat (APH) - un progetto sviluppato dalla NASA e dalla Sierra Nevada Corporation a Madison, nel Wisconsin. L'APH è uno strumento completamente automatizzato utilizzato per condurre ricerche sulla biologia delle piante a bordo della ISS.[13][14]
- Rifornimenti per l'equipaggio: 242 kg
- Hardware per la stazione spaziale: 199 kg
- Equipaggiamenti per le attività extraveicolari: 56 kg
- Risorse informatiche: 27 kg
- Carico destinato all'esterno della ISS:
  - Roll Out Solar Array (ROSA): 325 kg
  - Neutron Star Interior Composition Explorer (NICER): 372 kg
  - Multiple User System for Earth Sensing (MUSES): 305 kg

Durante la missione è stata inoltre messa in orbita una costellazione di cinque CubeSat provenienti da cinque paesi diversi: Giappone, Nigeria, Bangladesh, Ghana e Mongolia. I satelliti del Bangladesh (BRAC Onnesha), del Ghana (GhanaSat-1) e della Mongolia (Mazaalai), tutti facenti parte del progetto Birds-1, sono stati i primi mai lanciati in orbita da questi paesi.